# Poslätten
| Karta som visar Poflodens sträckning |  | Po nära källan i västra Alperna |
| Karta som visar Poflodens sträckning |  | Po nära källan i västra Alperna |

Poslätten är ett stort slättområde i norra Italien, genomflutet av bland annat floden Po. Poslätten är egentligen inte en del av Apenninska halvön och har ett helt annat utseende än resten av Italien. Poslätten är alltså det lågland som ligger mellan Apenninerna och har Alperna som skydd för de kalla nordvindarna. Slätten sträcker sig från Turin till Venedig. 
Det italienska namnet för Poslätten är Pianura Padana eller Val Padana.

## Landskap och klimat
Landskapet är mycket homogent; helt flackt med ängar och majsfält som genomkorsas av floder och kanaler. Höstarna och vintrarna är relativt kalla, fuktiga och dimmiga. Vårarna är milda och regniga, medan somrarna kännetecknas av ganska höga temperaturer och relativt mycket nederbörd med korta och ofta mycket häftiga regn.

## Tillgångar
På Poslätten odlas mycket majs och ris. Lombardiet är välkänt för sin risotto. I området finns också naturgas.

Enligt Vattenstyrelsen för Pos avrinningsområde ingår följande regioner:
- 2. Aostadalen
- 14. Piemonte
- 10. Ligurien
- 11. Lombardiet
- 7. Emilia-Romagna
- 17. Trentino-Alto Adige
- 20. Veneto
- 8. Friuli-Venezia Giulia